# Josef Masopust
Josef Masopust, född den 9 februari 1931 i Střimice i Tjeckoslovakien (dagens Tjeckien), död den 29 juni 2015 i Prag i Tjeckien, var en tjeckoslovakisk fotbollsspelare (mittfältare) och -tränare.

## Biografi

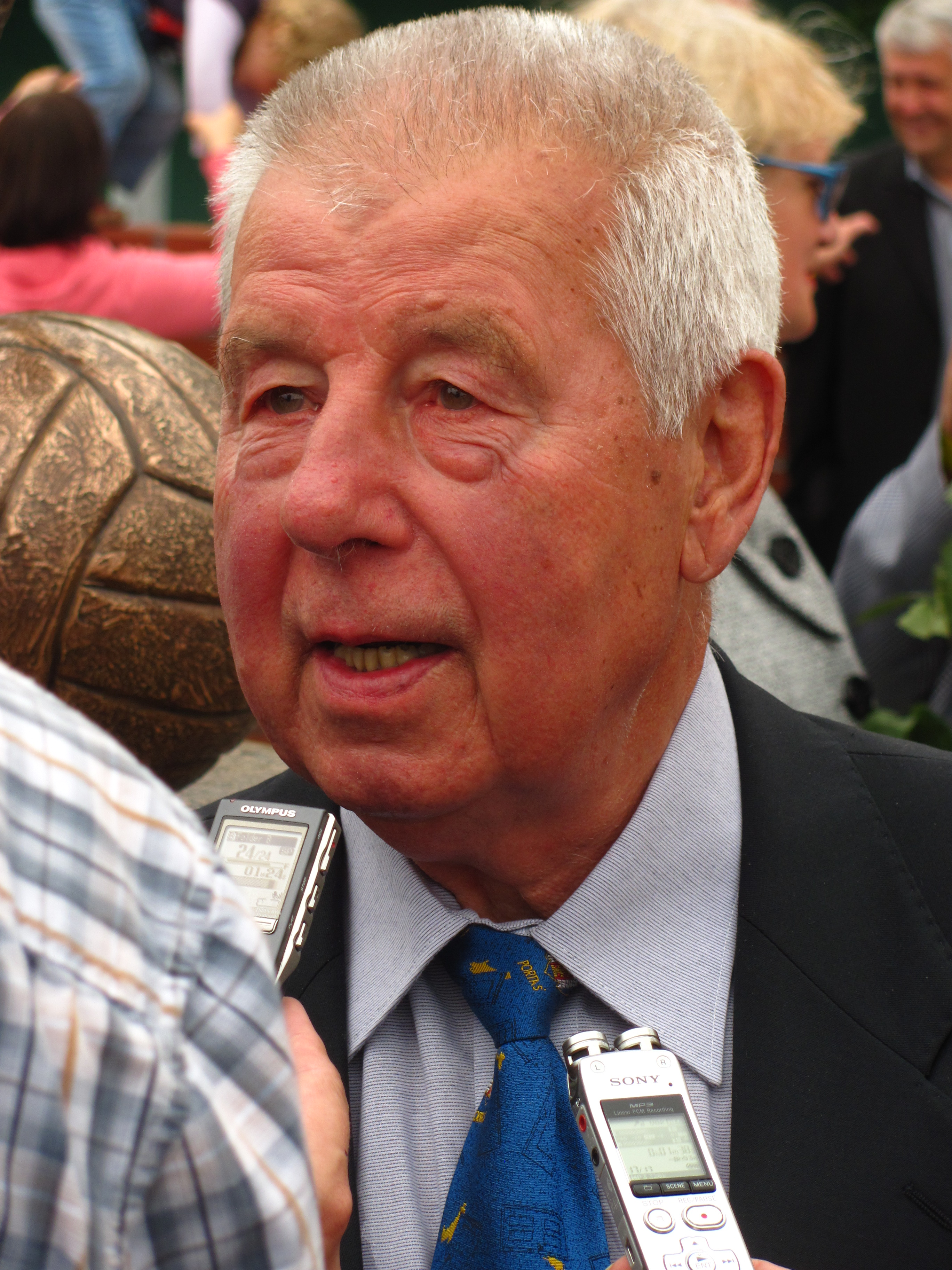
Josef Masopust 2012.

Masopust var den stora stjärnan i Tjeckoslovakien under 1950- och 1960-talet. Han utsågs till Årets spelare i Europa 1962. Samma år ledde han det tjeckoslovakiska landslaget till final i VM i Chile. Med sin klubb, Dukla Prag, blev Masopust åttafaldig tjeckoslovakisk mästare.